# Stoidis
Stoidis is een geslacht van spinnen uit de familie springspinnen (Salticidae).

## Soorten
De volgende soorten zijn bij het geslacht ingedeeld:
- Stoidis placida Bryant, 1947
- Stoidis pygmaea (Peckham & Peckham, 1893)
- Stoidis squamulosa Caporiacco, 1955